# 利金鎮區 (印地安納州布萊克福德縣)
利金鎮區（英語：Licking Township）是位於美國印地安納州布萊克福德縣的一個行政鎮區。

## 地方資料
根據2010年美國人口普查的數據，利金鎮區的面積為107.40平方千米，當中陸地面積為106.70平方千米，而水域面積為0.70平方千米。當地共有人口7899人，而人口密度為每平方千米73.55人。